# Station Houten Castellum
Station Houten Castellum is een treinstation in de Nederlandse gemeente Houten. De naam komt van de ligging in Castellum, een woonwijk met winkelcentrum van de Vinex-locatie Houten-Zuid. Het definitieve station Houten Castellum heeft, evenals station Houten, een eilandperron tussen de middelste twee sporen, ontsloten door een tunnel onder het spoor. Deze tunnel vormt een belangrijke fietsverbinding tussen de westelijke en oostelijke helft van Houten-Zuid en is tevens toegangsweg voor de parkeergarage onder winkelcentrum Castellum vanuit het oosten. Qua situering en functionele opzet heeft het gebied hiermee (op de toegangsweg naar de ondergrondse parkeergarage na) overeenkomsten met het gebied bij het hoofdstation van Houten, zij het in een meer bescheiden vorm.

## Geschiedenis
Om Houten-Zuid goed bereikbaar te maken, werd in het centrum van de wijk het treinstation Houten Castellum gepland langs de spoorlijn Utrecht Centraal - 's-Hertogenbosch. Omdat een extra stop met de stoptrein op dit drukke baanvak niet in te passen was, werd besloten op een extra spoor, ten oosten van de bestaande sporen, een tram (officieel een trein) te laten rijden tussen de twee Houtense stations (zie tramlijn Houten - Houten Castellum). Dit extra spoor was te zien als een voorschot op de aanstaande spoorverdubbeling, en was met 1,9 km het kortste baanvak in Nederland. Het tijdelijke station werd geopend in 2001. Om het perron ook vanaf de westzijde van het spoor bereikbaar te maken werd er een voetgangersbrug over het spoor gebouwd. Opvallend detail was dat het station wegens grondverwervingsproblemen op particulier terrein stond.
Door de spoorverdubbeling ter hoogte van Houten werd het mogelijk om de stoptreinen te laten stoppen in Castellum, waardoor een aparte tramlijn niet meer nodig was. De werkzaamheden waren gestart in januari 2007 en begin 2008 werden de eerste delen nieuw spoor aangelegd. Eind 2008 waren de werkzaamheden zo ver gevorderd dat het derde spoor niet meer beschikbaar was voor de tramdienst. De tramdienst werd daarom op 13 december 2008 vervangen door een NS-busdienst (uitgevoerd door Connexxion) die tussen station Houten en het toekomstige station Castellum heen en weer pendelde. De spoorverdubbeling zelf en het verbouwde station Houten zijn op 15 november 2010 in gebruik genomen, op 12 december 2010 (ingang dienstregeling 2010/2011) werd station Houten Castellum in gebruik genomen, waarna de busdienst kon vervallen. De officiële opening vond plaats op 16 april 2011.

## Voorzieningen
Het station is voorzien van een kaartautomaat en een lift.
Naast station Houten Castellum is op 19 september 2011 een fietstransferium met een capaciteit van 1700 fietsen geopend. Er is mogelijkheid tot fietsenverhuur (OV-fiets) en fietsenreparatie. Het gebruik van deze stalling is gratis en wordt bekostigd door de gemeente Houten.

## Treinseries die in Houten Castellum stoppen
| Serie | Treinsoort    | Route | Bijzonderheden                                                                                           |
| ----- | ------------- | --- | --- |
| 6000  | Sprinter (NS) | Den Haag Centraal – Gouda – Utrecht Centraal – Houten Castellum – Geldermalsen – 's-Hertogenbosch                   | Rijdt alleen na 18:00 uur en van vrijdag t/m zondag.                                                     |
| 6700  | Sprinter (NS) | Leiden Centraal – Alphen a/d Rijn – Woerden – Utrecht Centraal – Houten Castellum – Geldermalsen – Tiel             | Rijdt alleen na 18:00 uur en van vrijdag t/m zondag. Rijdt non-stop tussen Woerden en Utrecht Centraal.  |
| 16700 | Sprinter (NS) | Utrecht Centraal – Houten Castellum – Geldermalsen – Tiel                                                           | Rijdt enkel eenmaal halverwege de dinsdag- en zondagavond en alleen richting Tiel.                       |
| 6900  | Sprinter (NS) | Den Haag Centraal – Gouda – Utrecht Centraal – Houten Castellum – Geldermalsen – Tiel                               | Rijdt alleen van maandag t/m donderdag tot 18:00 uur.                                                    |
| 8800  | Sprinter (NS) | Leiden Centraal – Alphen a/d Rijn – Woerden – Utrecht Centraal – Houten Castellum – Geldermalsen – 's-Hertogenbosch | Rijdt alleen van maandag t/m donderdag tot 18:00 uur. Rijdt non-stop tussen Woerden en Utrecht Centraal. |

## Fotogalerij

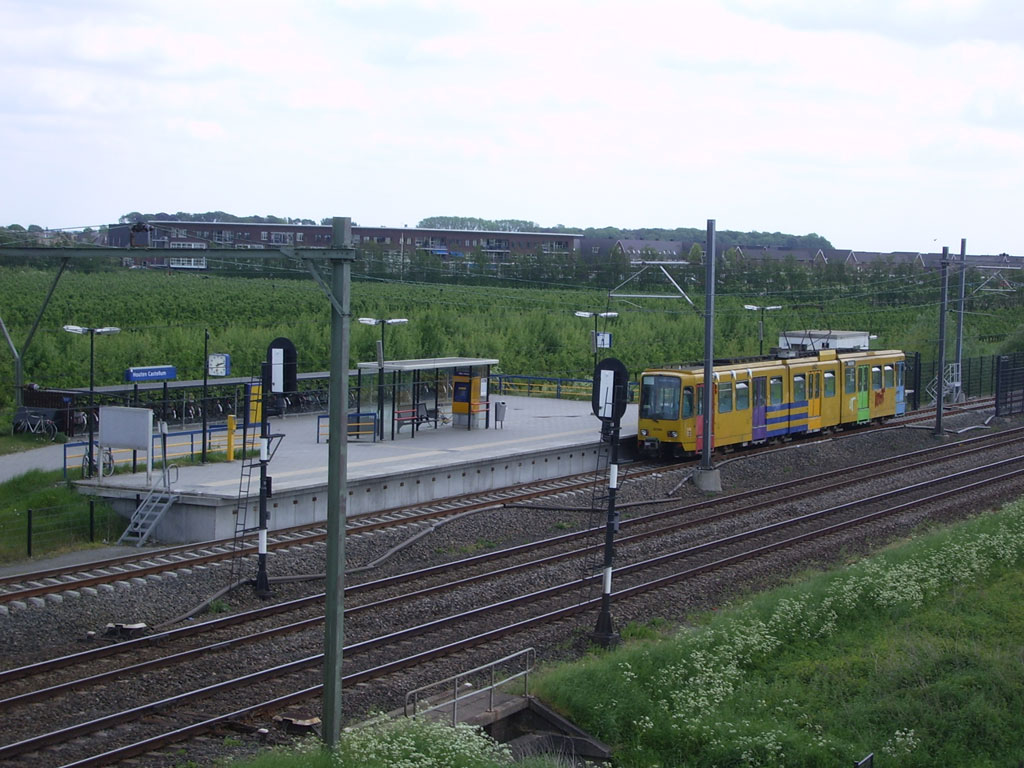
Tramhalte Houten Castellum tot 2008
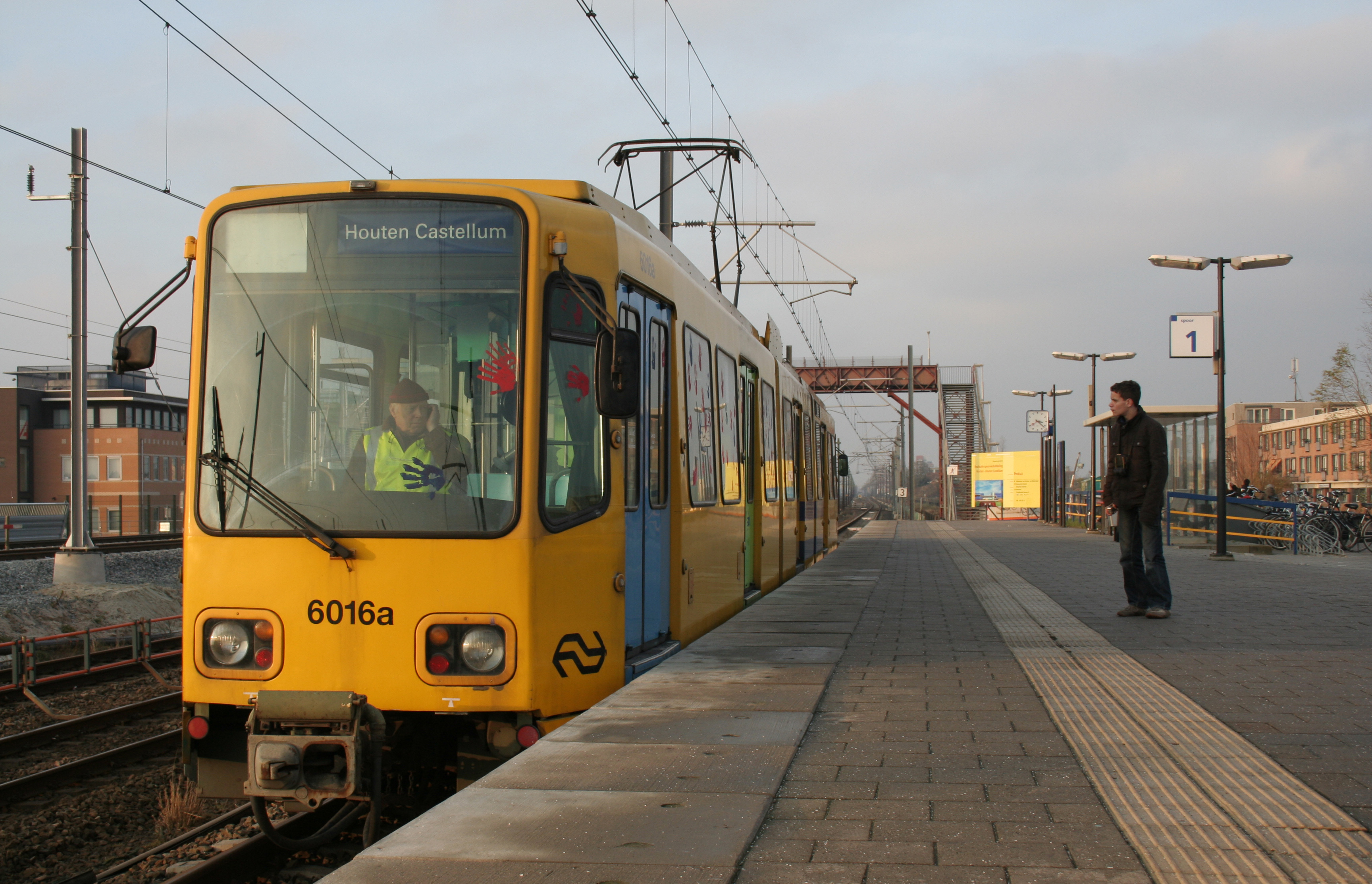
Perron Houten Castellum op de laatste dag van de tramdienst
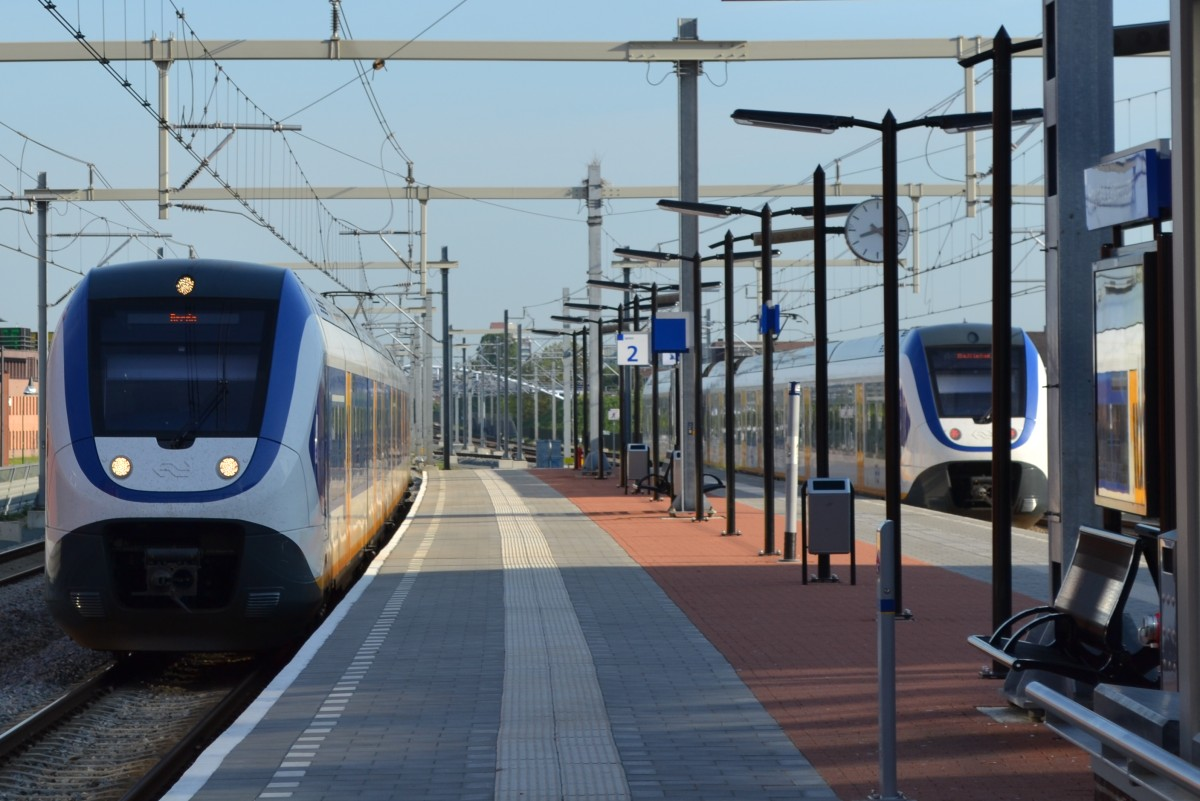
Perron Houten Castellum in de richting van station Utrecht Centraal

## Ontwikkeling aantal reizigers
Het aantal door NS vervoerde reizigers (per gemiddelde werkdag) ontwikkelde zich sedert 2019 als volgt:
| Jaar | Aantal reizigers |
| ---- | ---------------- |
| 2019 | 5.549            |
| 2020 | 2.687            |
| 2021 | 2.891            |
| 2022 | 4.232            |
| 2023 | 5.008            |
| 2024 | 5.129            |

0: Utrecht Centraal ·
1: Utrecht Staatsspoor ·
2: Utrecht Vaartsche Rijn ·
4: Utrecht Lunetten ·
8: Houten ·
10: Houten Castellum ·
12: Schalkwijk ·
18: Culemborg ·
Tricht ·
26: Geldermalsen ·
31: Waardenburg ·
35: Zaltbommel ·
41: Hedel ·
48: 's-Hertogenbosch ·
52: Vught ·
56: Esch ·
60: Boxtel
Abcoude · 
Amersfoort:
-Centraal · 
-Schothorst · 
-Vathorst · 
Baarn · 
Bilthoven · 
Breukelen · 
Bunnik · 
Den Dolder · 
Driebergen-Zeist · 
Hoevelaken · 
Hollandsche Rading ·
Houten · 
-Castellum · 
Leerdam · 
Maarn · 
Maarssen · 
Rhenen · 
Soest · 
-Zuid · Soestdijk · 
Utrecht:
-Centraal · 
-Leidsche Rijn · 
-Lunetten · 
-Maliebaan · 
-Overvecht · 
-Terwijde · 
-Vaartsche Rijn · 
-Zuilen · 
Veenendaal: 
-Centrum · 
-West · 
Vleuten · 
Woerden
Voormalige stations: zie de lijst van voormalige spoorwegstations in Utrecht